# 句荼国

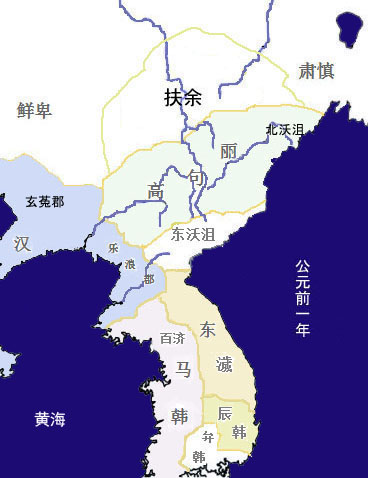
公元前后的朝鮮半島形勢

句荼国（韓語：구다），是存在于公元前1世紀至1世紀的古代朝鲜半岛北部部落国家。
句荼国在盖马国附近，是汉朝玄菟郡属下的部落国家。高句丽大武神王高无恤在26年十月殺蓋馬國王，句荼國王听说蓋馬滅亡，懼怕高句丽害及自己，十二月，擧國來降高句丽。